# Bera Bera Rugby
Pour les articles homonymes, voir GRT.
Maillots
Bera Bera Rugby Taldea est un club espagnol de rugby à XV situé dans la ville de Saint-Sébastien. Fondé en 1983, le club participe au División de Honor B, le deuxieme échelon national.